# Хаїм Моше Шапіра
Хаїм Моше Шапіра (івр. חיים משה שפירא; 26 березня 1902 — 16 липня 1970) — ізраїльський політичний і державний діяч, один з ключових ізраїльських політиків в перші дні існування держави, політичний лідер релігійного сіонізму протягом багатьох років, міністр внутрішніх справ, міністр охорони здоров'я, міністр абсорбції, міністр у справах релігії.

## Біографія
Шапира народився в Гродно в сім'ї Залмана Шапіро і Рози Крупник. Здобув освіту в хедері і єшиві, де він організував молодіжну групу під назвою «Бней Ціон» (букв. «Сини Сіону»). Після цього він виїхав до Литви, де працював у галузі освіти і культури в Національній єврейській раді Каунаса, а в 1919 році створив рух «Молоді Мізрахі», який став провідним релігійним сіоністським молодіжним рухом у Литві.
У 1922 році він почав працювати вчителем в ультра-ортодоксальній школі у Вільнюсі, а також входив до складу правління руху «Мізрахі» в місті. Між 1923 і 1924 роками він брав активну участь в управлінні руху «Молодь Мізрахі» у Варшаві, до надходження в рабинський семінарію в Берліні.
У 1925 році він поїхав делегатом на 14-й сіоністський конгрес, де був обраний до виконавчого комітету конгресу. У тому ж році він емігрував до Палестини. У 1928 році він був обраний до ЦК руху «Ха-Поель ха-Мізрахі», а також виступав як член Всесвітнього комітету Мізрахі.
У 1936 році був обраний членом сіоністської дирекції та директором відділу алії в Єврейському агентстві — пост, який він займав аж до 1948 року. У 1938 році він був направлений зі спеціальною місією по порятунку євреїв Австрії після її поглинання нацистською Німеччиною.

## Політична кар'єра
Шапира був одним з тих, хто підписав декларацію про незалежність Ізраїлю, і відразу ж після утворення держави був призначений міністром охорони здоров'я та міністром з питань імміграції в тимчасовому уряді Давида Бен-Гуріона.
На перших виборах у Кнесет Ізраїля в 1949 році, Шапира завоював місце як член блоку Об'єднаного релігійного фронту і партії «Ха-Поель Ха-Мізрахі». Він був підтверджений у своїх посадах міністрів, а також став міністром внутрішніх справ.
Після виборів 1951 року, на яких «Ха-Поель Ха-Мізрахі» виступав як самостійна партія, Шапира був призначений міністром внутрішніх справ і міністр у справах релігій. Після перестановок в кабінеті міністрів в 1952 році, він втратив портфель внутрішніх справ, але замість цього був призначений міністром соціального забезпечення. Під час наступних кадрових перестановок в 1955 році йому вдалося відновити свій портфель міністра внутрішніх справ.
У виборах 1955, Мізрахі і «Ха-Поель Ха-Мізрахі» виступали єдиним комбінованим блоком «МАФДАЛ», який пізніше став Національно-релігійною партією. Шапира був призначений міністром у справах релігій і міністра соціального забезпечення. У 1957 році він був серйозно поранений вибухом гранати, яку кинув в кнесеті хтось Моше Двек, але вижив. Він і всі інші міністри Національно-релігійної партії вийшли з кабінету міністрів в липні 1958, і це був єдиний період у його житті, проведений поза політикою за весь час його перебування в Ізраїлі.
Після виборів 1959, Шапира повернувся в кабінет міністрів як міністр внутрішніх справ. Після дострокових виборів в 1961 році, він додав собі ще портфель міністра охорони здоров'я. Після виборів в 1965 році Шапіро залишився тільки міністром внутрішніх справ, на посади, на якій він залишився також і після виборів 1969 року.
16 липня 1970 Хаїм Моше Шапіра помер, перебуваючи на посаді міністра внутрішніх справ.